# Trémery

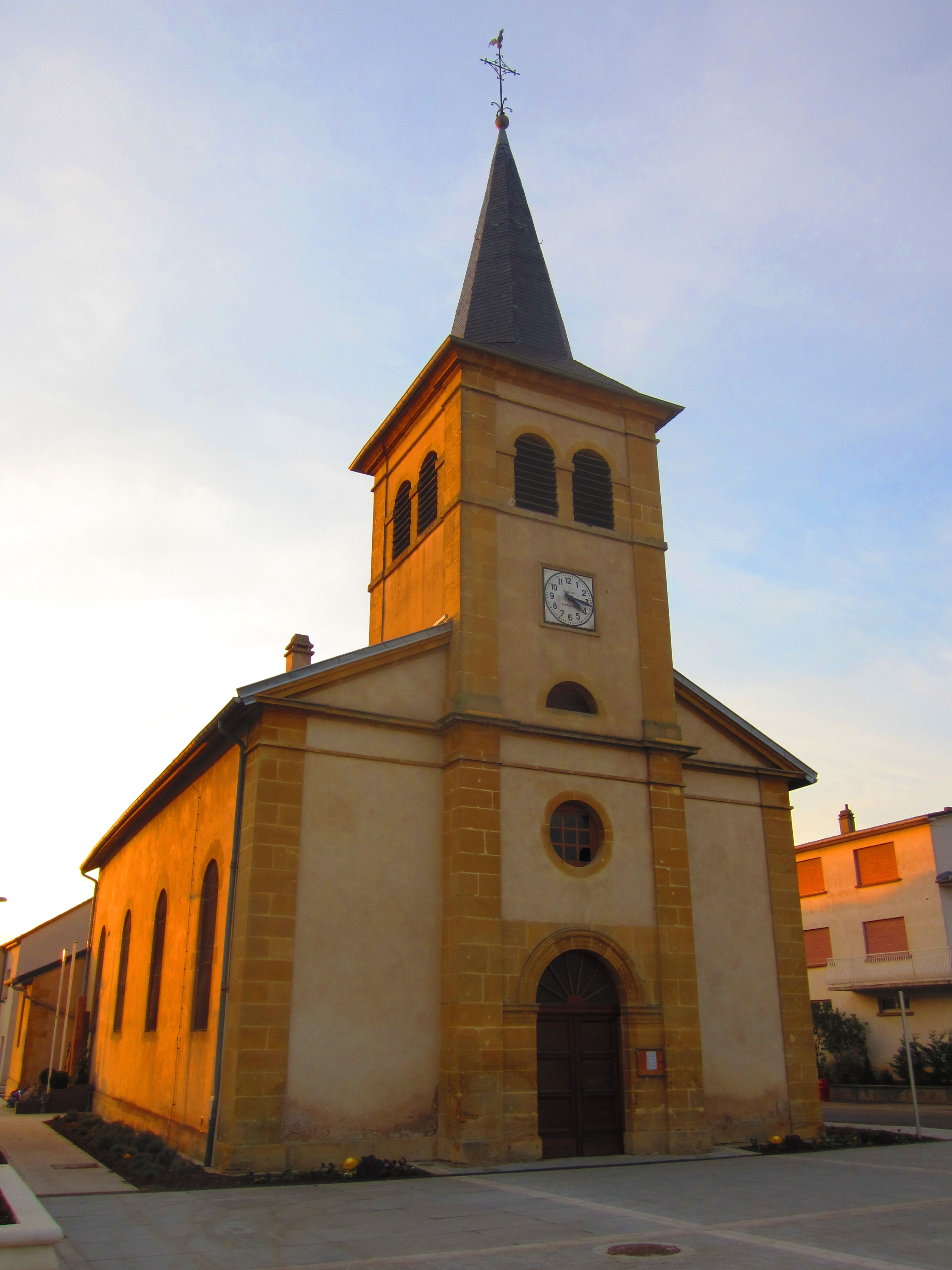
Kreuzerhöhungskirche (Église de l'Exaltation-de-la-Sainte-Croix)

Trémery (deutsch Tremerchen, 1940–1944 Tremeringen, lothringisch Tremmerchen) ist eine französische Gemeinde mit 979 Einwohnern (Stand 1. Januar 2022) im Département Moselle in der Region Grand Est (bis 2015 Lothringen). Sie gehört zum Arrondissement Metz und zum Kanton Le Pays messin (bis 2015: Kanton Vigy).

## Geographie
Trémery liegt etwa 15 Kilometer südlich von Thionville und sieben Kilometer nordwestlich von Vigy, auf einer Höhe zwischen 160 und 238 m über dem Meeresspiegel, die mittlere Höhe beträgt 178 m. Das Gemeindegebiet umfasst 7,53 km².

## Geschichte
1473 wurde der Ort als Trommerchen erwähnt. Die Ortschaft gehörte früher zum Bistum Metz.
Durch den Frankfurter Frieden vom 10. Mai 1871 kam die Region an das deutsche Reichsland Elsaß-Lothringen, und das Dorf wurde dem Landkreis Metz im Bezirk Lothringen zugeordnet. Die Dorfbewohner betrieben Wein-, Obst- und Gemüseanbau.
Nach dem Ersten Weltkrieg musste die Region aufgrund der Bestimmungen des Versailler Vertrags 1919 an Frankreich abgetreten werden und wurde Teil des Département Moselle.
Im Zweiten Weltkrieg war die Region von der deutschen Wehrmacht besetzt.
1915–1918 trug das Dorf den deutschen Namen Tremerchen und 1940–1944 Tremeringen.

## Bevölkerungsentwicklung
| Jahr      | 1962 | 1968 | 1975 | 1982 | 1990 | 1999 | 2007 | 2019 |
| Einwohner | 353  | 482  | 774  | 764  | 816  | 1146 | 1107 | 1047 |

## Wirtschaft
Trémery ist Standort der weltweit größten Produktionsstätte für Dieselmotoren. Der PSA-Konzern produziert hier täglich 8000 Einheiten und beschäftigt rund 3800 Mitarbeiter. Das Industriegebiet erstreckt sich auch auf die angrenzenden Gemeinden Ennery, Ay-sur-Moselle und Flévy.